# Axiome de Martin
En théorie des ensembles, l'axiome de Martin, introduit par Donald A. Martin et Robert M. Solovay en 1970, est un énoncé indépendant de ZFC, l'axiomatique usuelle de la théorie des ensembles. C'est une conséquence de l'hypothèse du continu, mais l'axiome de Martin est également cohérent avec la négation de celle-ci. Informellement, l'axiome de Martin affirme que tous les cardinaux strictement inférieurs à {\displaystyle 2^{\aleph _{0}}} se comportent comme {\displaystyle \aleph _{0}}. C'est une généralisation du lemme de Rasiowa-Sikorski (en).

## Énoncé de l'axiome de Martin
Soit {\displaystyle \kappa } un cardinal. On appelle axiome de Martin pour {\displaystyle \kappa }, noté {\displaystyle MA(\kappa )} (de l'anglais Martin's Axiom), l'énoncé suivant :
Pour tout ensemble partiellement ordonné {\displaystyle P} satisfaisant la condition de chaîne dénombrable, et pour toute famille {\displaystyle D} d'ensembles denses dans {\displaystyle P} vérifiant {\displaystyle |D|\leq \kappa }, il existe un filtre {\displaystyle F} sur {\displaystyle P} tel que pour tout élément {\displaystyle d} de {\displaystyle D}, {\displaystyle F\cap d} est non vide.
L'axiome de Martin est alors l'énoncé suivant :
 Pour tout cardinal {\displaystyle \kappa <2^{\aleph _{0}}}, {\displaystyle MA(\kappa )} est vérifié. 
On peut montrer que {\displaystyle MA(2^{\aleph _{0}})} est faux, ce qui justifie la restriction {\displaystyle \kappa <2^{\aleph _{0}}}.

## Cohérence relative
Si l'hypothèse du continu est vérifiée, les cardinaux strictement inférieurs à {\displaystyle 2^{\aleph _{0}}} sont {\displaystyle \aleph _{0}} et les cardinaux finis, or {\displaystyle MA(\aleph _{0})} est un théorème de ZFC : c'est le lemme de Rasiowa-Sikorski (en). Ainsi, l'axiome de Martin est une conséquence de l'hypothèse du continu dans ZFC. Ceci montre que l'axiome de Martin est cohérent avec ZFC.
D'autre part, Donald A. Martin et Robert M. Solovay ont démontré la cohérence de l'axiome de Martin avec la négation de l'hypothèse du continu. Plus précisément : 
Théorème — Soit {\displaystyle \lambda } un cardinal régulier et non dénombrable tel que pour tout {\displaystyle \lambda '<\lambda }, on a {\displaystyle 2^{\lambda '}\leq \lambda }. Alors il existe un ensemble ordonné {\displaystyle P} de cardinalité {\displaystyle \lambda } vérifiant la condition de chaîne dénombrable tel que {\displaystyle 1\Vdash _{P}MA\land 2^{\aleph _{0}}=\lambda }.
En partant de l'univers constructible de Gödel, la contrainte imposée sur {\displaystyle \lambda } dans le théorème précédent est vérifiée pour tous les cardinaux non dénombrables. On peut ainsi obtenir, par exemple, un univers vérifiant l'axiome de Martin et {\displaystyle 2^{\aleph _{0}}=\aleph _{\omega +17}}. La démonstration de ce théorème utilise la technique dite du forcing itéré.
Finalement, la négation de l'axiome de Martin est également cohérente. En effet, l'axiome de Martin implique que {\displaystyle 2^{\aleph _{0}}} est un cardinal régulier. Or la seule contrainte prouvable dans ZFC sur {\displaystyle 2^{\aleph _{0}}} est que c'est un cardinal de cofinalité non dénombrable. Ainsi, il existe des univers dans lesquels {\displaystyle 2^{\aleph _{0}}} n'est pas régulier, donc dans lesquels l'axiome de Martin n'est pas vérifié.

## Conséquences de l'axiome de Martin
La plupart des conséquences de l'axiome de Martin expriment le fait que tous les cardinaux inférieurs à {\displaystyle 2^{\aleph _{0}}} se comportent comme {\displaystyle \aleph _{0}}.
Ainsi, pour tout cardinal {\displaystyle \kappa }, si {\displaystyle MA(\kappa )} est vérifié, alors :
- {\displaystyle 2^{\kappa }=2^{\aleph _{0}}} ;

- L'union de {\displaystyle \kappa } parties de {\displaystyle \mathbb {R} } de mesure de Lebesgue nulle est encore de mesure de Lebesgue nulle ;

- L'union de {\displaystyle \kappa } parties de {\displaystyle \mathbb {R} } maigres est encore maigre.

Le cas particulier {\displaystyle MA(\aleph _{1})} permet de répondre à certaines questions autrement indécidables dans ZFC :
- L'hypothèse du continu est fausse ;

- Il existe un groupe de Whitehead (en) qui n'est pas libre[3] ;

- Le produit de deux espaces topologiques vérifiant la condition de chaîne dénombrable vérifie encore la condition de chaîne dénombrable ;

- Il n'existe pas de droite de Souslin ;
- Tous les arbres d'Aronszajn sont spéciaux ;
- toute partie {\displaystyle {\boldsymbol {\Sigma }}_{2}^{1}} de {\displaystyle \mathbb {R} } est Lebesgue-mesurable et a la propriété de Baire.

### Exemples d'utilisations
On donne ici des exemples de démonstrations utilisant l'axiome de Martin.
Théorème — Soit {\displaystyle \kappa } un cardinal. Si {\displaystyle MA(\kappa )}, alors toute intersection de {\displaystyle \kappa } ouverts denses de {\displaystyle \mathbb {R} } est dense.
Le théorème précédent généralise le théorème de Baire.
Théorème — Supposons {\displaystyle MA(\aleph _{1})}. Alors il n'existe pas d'arbre de Souslin (en).
On peut montrer que l'existence d'un arbre de Souslin est équivalente à l'existence d'une droite de Souslin, le théorème précédent montre donc qu'il est cohérent qu'il n'existe pas de droite de Souslin.

## Généralisations
On peut obtenir des variantes de l'axiome de Martin en changeant les conditions imposées sur les ensembles partiellement ordonnés considérés. Ainsi, si {\displaystyle \Gamma } est une classe d'ensembles partiellement ordonnés et si {\displaystyle \kappa } est un cardinal, on peut considérer l'énoncé suivant :
Pour tout ensemble {\displaystyle P} dans {\displaystyle \Gamma } et pour toute famille {\displaystyle D} d'ensembles denses dans {\displaystyle P} vérifiant {\displaystyle |D|<\kappa }, il existe un filtre {\displaystyle F} sur {\displaystyle P} tel que pour tout élément {\displaystyle d} de {\displaystyle D}, {\displaystyle F\cap d} est non vide.
L'axiome de Martin est le cas où {\displaystyle \Gamma } est la classe des ensembles partiellement ordonnés vérifiant la condition de chaîne dénombrable. 
Les deux exemples les plus importants sont :
- le cas où {\displaystyle \Gamma } est la classe des ensembles partiellement ordonnés propres et {\displaystyle \kappa =\aleph _{1}}, on obtient alors l'axiome de forcing propre (en) ;
- le cas où {\displaystyle \Gamma } est la classe des ensembles partiellement ordonnés préservant les sous-ensembles stationnaires de {\displaystyle \omega _{1}} et {\displaystyle \kappa =\aleph _{1}}, on obtient alors le Maximum de Martin (en).

Le désavantage des généralisations précédentes est qu'elles nécessitent l'usage de grands cardinaux pour prouver leur cohérence, contrairement à l'axiome de Martin.